# Mercimek (Pertek)
Mercimek (tr. Linse) ist ein Dorf (Köy) im Landkreis Pertek der türkischen Provinz Tunceli. Im Jahr 2011 lebten in Mercimek 125 Menschen.